# Marius Descamps
Pour les articles homonymes, voir Descamps.
Marius Descamps (16 juin 1924 - 20 février 1996) est un entomologiste spécialiste des acridiens (Orthoptères) au Muséum national d'Histoire naturelle de Paris.

## Publications
- Recherches morphologiques et biologiques sur les Diopsidae du Nord Cameroun.

### 1964
- Descamps M., 1964 : Révision préliminaire des" Euschmidtiinae":(" Orthoptera-eumastacidae"). Éditions du Muséum.

### 1968
- Descamps M., 1968 : Un Acridoïde relique des Mascareignes (Orth. Acridoidea). Bulletin de la Société Entomologique de France, vol. 73, p. 31-36.